# Friedrich Sixt von Armin
Friedrich Bertram Sixt von Armin (27 de noviembre de 1851 - 30 de septiembre de 1936) fue un general alemán quien participó en la guerra franco-prusiana y en la Primera Guerra Mundial. En la última participó en muchas batallas en el frente occidental, incluyendo las batallas de Passchendaele y del Lys.

## Primeros años
Armin nació en Wetzlar, un exclave de la Provincia del Rin, Prusia. Después de dejar la escuela en 1870, se unió al 4.º Regimiento de Guardias Granaderos como cadete y fue gravemente herido en la batalla de Gravelotte de la guerra franco-prusiana. Le fue concedida la Cruz de Hierro de Segunda Clase y promovido a teniente. Subsiguientemente sirvió como adjunto del regimiento y también asumió otras posiciones en el estado mayor regimental. En 1900, Armin fue ascendido a Oberst (coronel) y se le dio el mando del 55.º Regimiento de Infantería. Al año siguiente, fue elegido jefe de Estado Mayor del Gardekorps. Fue promovido a mayor general en 1903 y a teniente general en 1906. Después de un periodo de servicio en el cuartel general en 1908, Armin fue elegido comandante de la 13.ª División, estacionada en Münster. En 1911, sucedió a Paul von Hindenburg como oficial comandante del IV Cuerpo en Magdeburgo y en 1913, Armin fue promovido a general.

### Familia
Contrajo matrimonio el 11 de junio de 1882 con Klara Pauline Auguste von Voigts-Rhetz (n. 1 de octubre de 1859 en Berlín). Ella era la hija del general prusiano Julius von Voigts-Rhetz. Un hijo, Hans-Heinrich, también hizo carrera militar. Como teniente general se convirtió en prisionero de guerra en 1942 y murió en Rusia en 1952.

## Primera Guerra Mundial

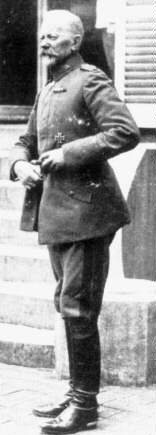
Sixt von Armin

Al principio de la Primera Guerra Mundial, Armin y el IV Cuerpo eran parte del 1.º Ejército en el frente occidental, donde lucharon en la guerra de trincheras que definieron los primeros años del conflicto. Por su manejo de las operaciones de combate en el frente occidental, particularmente en Arras y el Somme, le fue concedida la Pour le Mérite en 1916. Al año siguiente fue elegido comandante del 4.º Ejército y también sirvió como comandante en jefe en la región de Flandes. Durante su tiempo como comandante, el 4.º Ejército resistió varios ataques de los ejércitos británico y francés, notablemente en la Tercera Batalla de Ypres. Por su comportamiento como comandante, Armin recibió la Orden del Águila Negra, así como las hojas de roble por la Pour le Mérite. Armin estaba todavía al mando del 4.º Ejército durante la Ofensiva de Primavera de 1918. El 25 de abril, sus tropas capturaron Kemmelberg, aunque fueron después obligados a retirarse a la línea defensiva de Amberes-Mosa. Con la firma del Armistico el 11 de noviembre, Armin tomó el mando del Grupo de Ejército A y volvió con él a Alemania, donde, tras la desmovilización de sus tropas, dimitió.

## Últimos años
Después de la guerra, Armin vivió en Magdeburgo, Provincia de Sajonia, donde era un conferenciante popular e hizo frecuentes apariciones en eventos públicos. Cuando murió en 1936, fue enterrado con todos los honores militares.

## Condecoraciones
- Caballero de la Orden del Águila Negra (Prusia, ca.1917)
- Caballero de la Orden de Hohenzollern
- Pour le Mérite (Prusia, 10 de agosto de 1916), con Hojas de Roble (Prusia, ca.1917)
- Miembro de la Orden de San Juan (Bailiazgo de Brandeburgo)
- Cruz de Hierro de 1870, 2.ª clase
- Cruz de Comandante de la Orden Militar de San Enrique (Sajonia, 7 de mayo de 1918)
- Caballero de la Orden de Alberto (Sajonia)
- Caballero de la Orden de Federico (Wurtemberg)
- Caballero de la Orden de Bertoldo I (Baden)
- Medalla al Mérito Militar (Austria-Hungría
- Título honorario de "León de Flandes"